# جدول مدال‌های المپیک زمستانی ۱۹۶۰
جدول مدال بازی‌های المپیک زمستانی ۱۹۶۰ فهرستی از مدال‌های کسب شده توسط ورزشکاران است که در طول برگزاری بازی‌های المپیک زمستانی سال ۱۹۶۰ میلادی که در اسکو ولی کالیفرنیا ایالات متحده آمریکا برگزار شد.

## جدول مدال‌ها
رتبه بندی این جدول توسط کمیته بین المللی المپیک (ioc) اعلام شده است.
      کشور میزبان (ایالات متحده آمریکا)
| رتبه                    | کشور                      | طلا | نقره | برنز | مجموع |
| ۱                       | اتحاد شوروی (URS)         | ۷   | ۵    | ۹    | ۲۱    |
| ۲                       | تیم متحد آلمان (EUA)      | ۴   | ۳    | ۱    | ۸     |
| ۳                       | ایالات متحده آمریکا (USA) | ۳   | ۴    | ۳    | ۱۰    |
| ۴                       | نروژ (NOR)                | ۳   | ۳    | ۰    | ۶     |
| ۵                       | سوئد (SWE)                | ۳   | ۲    | ۲    | ۷     |
| ۶                       | فنلاند (FIN)              | ۲   | ۳    | ۳    | ۸     |
| ۷                       | کانادا (CAN)              | ۲   | ۱    | ۱    | ۴     |
| ۸                       | سوئیس (SUI)               | ۲   | ۰    | ۰    | ۲     |
| ۹                       | اتریش (AUT)               | ۱   | ۲    | ۳    | ۶     |
| ۱۰                      | فرانسه (FRA)              | ۱   | ۰    | ۲    | ۳     |
| ۱۱                      | هلند (NED)                | ۰   | ۱    | ۱    | ۲     |
| ۱۱                      | لهستان (POL)              | ۰   | ۱    | ۱    | ۲     |
| ۱۳                      | چکسلواکی (TCH)            | ۰   | ۱    | ۰    | ۱     |
| ۱۴                      | ایتالیا (ITA)             | ۰   | ۰    | ۱    | ۱     |
| مجموع (۱۴ کمیته المپیک) | مجموع (۱۴ کمیته المپیک)   | ۲۸  | ۲۶   | ۲۷   | ۸۱    |